# كامل الشناوي
كامل الشناوي (1908-1965) شاعر وصحفي مصري. ولد في 7 ديسمبر 1908 في «نوسا البحر» مركز أجا بمحافظة الدقهلية.
عمل بالصحافة مع الدكتور طه حسين في «جريدة الوادي» عام 1930 وكان ميلاده بعد 9 أشهر من وفاة الزعيم الوطني مصطفى كامل فسماه والده «مصطفى كامل» تيمنا بوطنية الزعيم الراحل وكفاحه، وقد تدرج والده الشيخ سيد الشناوي بالقضاء الشرعي، حتى أصبح رئيس المحكمة العليا الشرعية، وكان ذلك أعلى وأرفع منصب قضائي في مصر في ذلك العصر. كما كان عمه فضيلة الإمام الأكبر الشيخ محمد مأمون الشناوي شيخ الأزهر الشريف.
و نوسا البحر هي قرية والدته صِـديقة هانم بنت سِـعيد باشا، أما والده فولد في الزرقا بمحافظة دمياط - كانت تتبع الدقهلية حينئذ- لأسرة تعود أصولها للسنبلاوين.
دخل كامل الأزهر الشريف ولم يلبث به أكثر من خمس سنوات فعمد إلى المطالعة ومجالس الأدباء، ودرس الآداب العربية والأجنبية في عصورها المختلفة. من مؤلفاته:
اعترافات أبي نواس – أوبريت جميلة – الليل والحب والموت وآخر أعماله كانت أوبريت «أبو نواس».
عُرف برقة شعره الغنائي، وهو أخ المؤلف مأمون الشناوي غنّى له محمد عبد الوهاب وعبد الحليم حافظ (حبيبها - لست قلبي - لا تكذبي...) فريد الأطرش ونجاة الصغيرة وآخرون. توفي كامل الشناوي في 30 نوفمبر 1965 في القاهرة.

## مؤلفات وقصائد
من مؤلفاته: لست قلبي، يوم بلا غد، لا وعينيك، حياتي عذاب، لا تكذبي، حبيبها، اعترافات أبي نواس، أوبريت جميلة، الليل والحب والموت، ويعتبر أوبريت أبو نواس آخر أعماله الفنية.